# Ласеллс, Генри, 6-й граф Хэрвуд
Генри Джордж Чарльз Ласеллс (9 сентября 1882 — 24 мая 1947) — британский аристократ и военный, 6-й граф Хэрвуд с 1929 года. В 1882—1929 годах носил титул учтивости виконт Ласеллс.

## Молодость

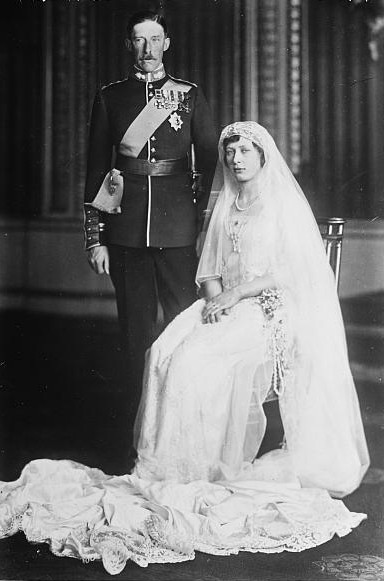
Свадебный портрет принцессы Марии и виконта Ласеллса, 1922 год.

Родился 9 сентября 1882 года в Лондоне . Старший сын Генри Ласеллса, 5-го графа Хэрвуда (1846—1929), и леди Флоренс Бриджмен (1859—1943), дочери Орландо Бриджмена, 3-го графа Брэдфорда.

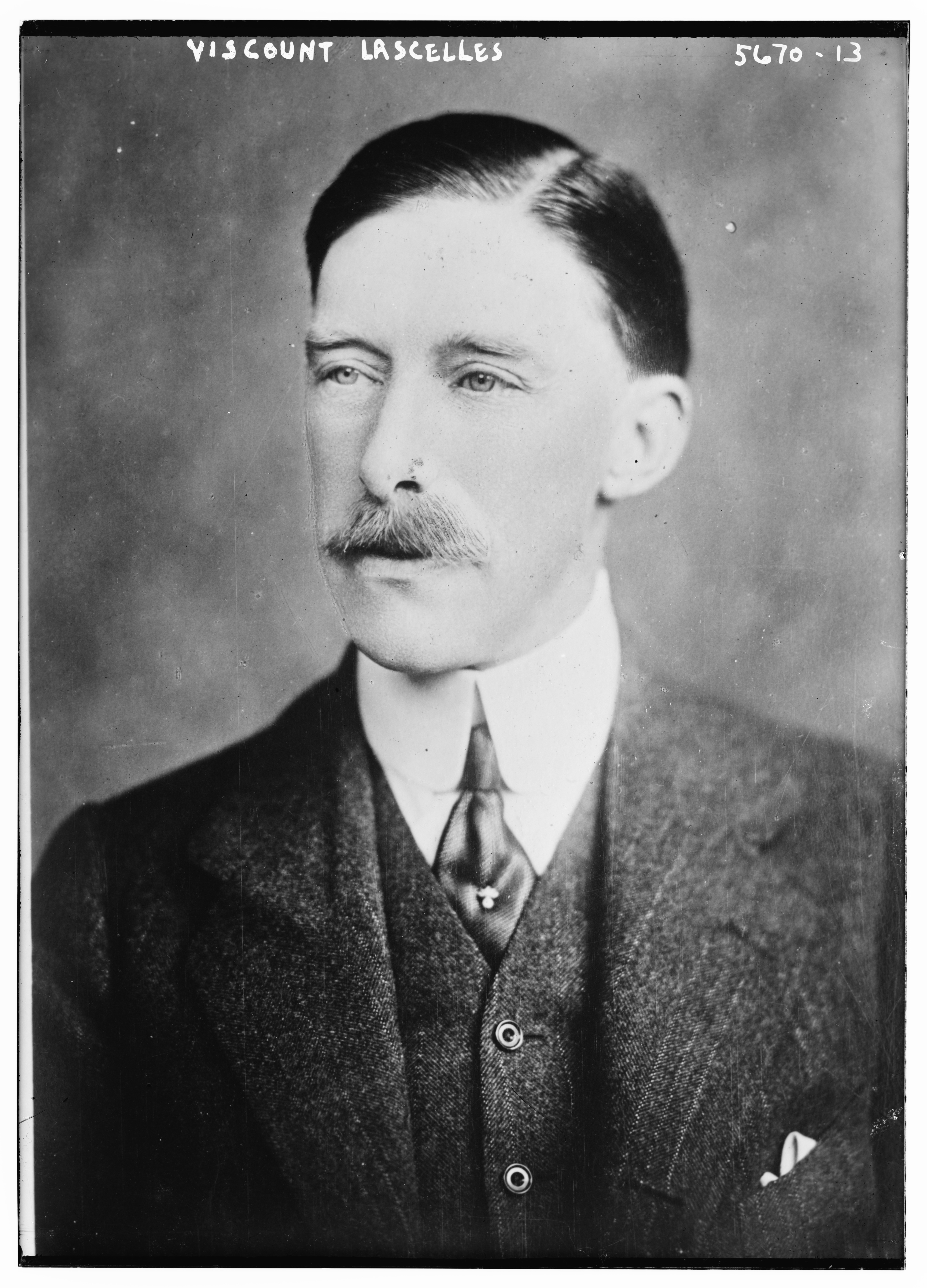
Фотография виконта Ласеллеса, 1900 год.

28 февраля 1922 года лорд Хэрвуд женился на принцессе Марии Великобританской (25 апреля 1897 — 28 марта 1965), единственной дочери короля Георга V и королевы Марии. Его шафером был сэр Виктор Маккензи, 3-й баронет.
У них было двое детей:
- Джордж Генри Хьюберт Ласеллес, 7-й граф Хэрвуд (7 февраля 1923 — 11 июля 2011), старший сын и преемник отца.
- Джеральд Дэвид Ласеллс[англ.] (21 августа 1924 — 27 февраля 1998).

## Военная карьера
После образования в Итонском колледже виконт Ласселл поступил в Королевский военный колледж в Сандхерсте, а затем был назначен вторым лейтенантом гренадерской гвардии 12 февраля 1902 года, прослужил до 1905 года. Он был почетным атташе в Британское посольство в Париже с 1905 по 1907 год, затем служил адъютантом генерал-губернатора Канады графа Грея до 1911 года.
В 1913 году он был принят в Территориальную армию в качестве младшего лейтенанта йоменов Йоркширского гусарского полка. В 1914 году ему было присвоено звание лейтенанта офицерского запаса. Он продолжал служить в йоменах после начала Первой мировой войны, пока не вернулся в гренадерскую гвардию для службы на Западном фронте в апреле 1915 года. Несмотря на это, в полку он продолжал получать звание капитана в 1917 году. После войны он получил звание майора в 1920 году и вышел в отставку в 1924 году.
Тем временем на фронте он был ранен в голову во второй битве при Живанши, но выздоровел, чтобы сражаться в битве при Лоосе в 1915 году, был ранен ещё два раза, а также отравлен газом . Он получил звание капитана, а затем майора, командира батальона в 1915 году, и подполковника в 1918 году. Он был награждён Орденом за выдающиеся заслуги в 1918 года, а также французским Военным крестом.
Он продолжал интересоваться Территориальным движением после войны в качестве почетного полковника 1-го батальона (Лондонский Сити) Лондонского полка (Королевские стрелки) с 1923 года, 5-го батальона Западно-Йоркширского полка с 1937 года и президента Западно-Йоркширского полка. Ассоциация территориальных войск с 1928 года. В 1937 году он также был назначен почетным командиром авиации 609-й (Вест-Райдинг) бомбардировочной эскадрильи вспомогательных ВВС.

## Другие интересы
После войны Генри Ласеллс интересовался местными проблемами и событиями Йоркшира, часто внося свой вклад в работу правления Лидса. Он был президентом Совета сельской общины Йоркшира. Он был лордом-лейтенантом Западного райдинга Йоркшира с 1927 года до своей смерти.
Лорд Хэрвуд был великим мастером Объединённой Великой Ложи Англии с 1942 по 1947 год.

## Политическая карьера
Как виконт Ласеллс, он пытался добиться избрания в Палату общин в 1913 году. Он баллотировался в качестве кандидата от юнионистов на дополнительных выборах от Кейли в 1913 году. На выборах он занял второе место после Стэнли Бакмастера с 878 голосами.
Он больше не баллотировался на выборах в Палату общин, и его поражение привело к более позднему отвращению к политике. Позже он заявил, что «каждая война, в которой участвовала Великобритания, была вызвана неэффективностью политиков, и они начинали то, что солдаты должны были закончить».
Унаследовав графство своего отца, он стал членом Палаты лордов.

## Смерть
Лорд Хэрвуд скончался от сердечного приступа 24 мая 1947 года в возрасте 64 лет в Хэрвуд-хаусе. Он похоронен в семейном склепе в церкви Всех Святых в Хэрвуде. Леди Хэрвуд умерла в 1965 году.

## Награды
- Кавалер Ордена за выдающиеся заслуги
- Рыцарь-кавалер Подвязки
- Кавалер Милости ордена Святого Иоанна Иерусалимского[6]
- Территориальная награда
- Кавалер Большого креста Королевского Викторианского ордена
- Личный адъютант[11]
- Военный крест 1914—1918 (Франция)
- Большой крест ордена Мухаммеда Али (Египет)[12]
- Орден Святого Олафа (Норвегия)[13].